# Морозово (Бежецкий район)
Морозово — деревня в Бежецком районе Тверской области. Входит в состав Борковского сельского поселения.

## География
Деревня расположена в северной части района. Находится на расстоянии 28 км от города Бежецк и 14 км от деревни Борок Сулежский. Ближайший населённый пункт — деревня Яблонное.

## История
В середине 19 века деревня относилась к Лесоклинскому приходу Яковлевской волости Бежецкого уезда Тверской губернии.
В списке населённых мест Бежецкого уезда Тверской губернии за 1859 год значится деревня Морозово. Имела 45 дворов и 283 жителя.
В 1887 году в Морозово было 52 дворов и 293 жителя; имелся кабак и мелочная лавка. В конце 19 века жители деревни уходили в «отход» (работали судорабочими в Санкт-Петербурге).
В 1918—1921 годах Морозово являлось центром Яколевской волости, в 1925 году — одноимённого сельсовета Сулежской волости Бежецкого уезда. По переписи 1920 года деревне было 60 дворов и проживало 285 человек.
В 1997 году в Морозово имелось 123 хозяйства и проживало 340 человека. В деревне находилась администрация сельского округа, центральная усадьба ТОО колхоза «Верный путь», две молочно-товарные фермы, механическая мастерская, неполная средняя школа, детский сад, Дом Культуры, библиотека, медпункт, почтовое отделение, магазин.
До 2005 года деревня являлась административным центром упразднённого в настоящее время Морозовского сельского округа.

## Население
| 2008 | 2010 |
| ---- | ---- |
| 310  | ↘241 |

В 2002 году население деревни составляло 292 человека.
Согласно результатам переписи 2002 года, в национальной структуре населения русские составляли 95 % от жителей.